# 普拉茨堡 (纽约州)
普拉茨堡（Plattsburgh）是美國紐約州的一個城市，是克林顿县縣治。根据美国2010年人口普查这个城市人口为82,128。